# Caroline von Holnstein
Caroline Maximiliana Maria Gräfin von Holnstein aus Bayern, nata Freiin von Spiering (Schwandorf, 8 maggio 1815 – Schwandorf, 24 luglio 1859), è stata una nobildonna tedesca.

## Biografia
Caroline Maximiliana Maria Freiin von Spiering nacque a Schwandorf, nel castello di famiglia, castel Fronberg, quintogenita di Carl Theodor Freiherr von Spiering e della moglie Johanna Nepumukena. Una voce popolare sostenvea che il vero padre fosse tuttavia Carlo Teodoro di Baviera.
Il padre morì nel 1829, e due anni dopo venne combinato il matrimonio di Caroline con il conte Karl Theodor Holnstein, di diciott'anni più grande. Dalla coppia nacquero tre figli, l'unico dei quali a sopravvivere al parto fu il futuro diplomatico Maximilian Karl Theodor von Holnstein. A Monaco di Baviera la contessa divenne presto parte della vita di corte; la sua avvenenza venne presto notata dal re Ludovico I di Baviera, che la fece ritrarre da Joseph Karl Stieler per la Galleria delle Bellezze.
La nobildonna ebbe una relazione extraconiugale con il Freiherr Wilhelm von Künsberg. Quando questi nel 1836 rimase vedovo, Caroline von Holnstein lasciò il marito per trasferirsi con l'amante a castel Fronberg. Karl Theodor Holnstein rifiutò il divorzio, ma tollerò la cosa, tanto che i figli legittimi e quelli della nuova coppia crebbero assieme. Solo quando Karl Theodor morì, nel 1857, i due si poterono sposare. Due anni più tardi i figli della coppia vennero legittimati (7 luglio 1859), ma Caroline von Holnstein morì pochi giorni dopo. La sua tomba si trova in una stanza attigua alla cappella di castel Fronberg.